# Hisøya
Hisøya est une île norvégienne et un village du comté de Hordaland appartenant administrativement à Bømlo.

## Description
Rocheuse et couverte d'arbres, elle s'étend sur environ 931 m de longueur pour une largeur approximative de 566 m. 

## Histoire
Un pont routier la relie au continent depuis le 29 novembre 1979.